# Nomia ivoirensis
Nomia ivoirensis är en biart som först beskrevs av Gregory B. Pauly 1990.  Nomia ivoirensis ingår i släktet Nomia och familjen vägbin. Inga underarter finns listade i Catalogue of Life.